# Wiesław Nadowski
Wiesław Józef Nadowski (ur. 11 września 1925 w Zastoczu, zm. 16 stycznia 2020 w Gorzowie Wielkopolskim) – polski technolog drewna, poseł na Sejm PRL IX kadencji.

## Życiorys
Syn prawnika Feliksa (1902–1974) i Jadwigi z domu Rutkowskiej (1902–1980), czworo rodzeństwa. W 1938 ukończył szkołę podstawową w Białymstoku. Podjął potem naukę w tamtejszym Gimnazjum im. Króla Zygmunta Augusta. Podczas II wojny światowej uczęszczał do szkoły rosyjskiej, a następnie na tajne komplety. Współpracował także z Armią Krajową. W czerwcu 1944 został zatrzymany przez żołnierzy Wehrmachtu i osadzony w białostockim więzieniu, a w następnym miesiącu wywieziony do obozu pracy w Niemczech. Po wojnie osiadł w Gdańsku i w 1946 zdał maturę. Od 1948 pracował w Warszawsko-Łódzkich Zakładach Przemysłu Drzewnego, a potem w Centralnym Zarządzie Przemysłu Drzewnego. W 1951 skończył Szkołę Główną Gospodarstwa Wiejskiego w Warszawie i został dyrektorem w Zakładach Przemysłu Sklejek w Białymstoku. W 1952 podjął pracę jako szef produkcji w Zakładach Drzewnych Przemysłu Leśnego w Starachowicach, a w 1955 został inspektorem ds. produkcji w Warszawie. W 1957 został dyrektorem Przedsiębiorstwa Przemysłu Drzewnego w Gorlicach. Po pewnym czasie przez rok był dyrektorem Państwowych Zakładów Przemysłu Drzewnego w Lęborku. W 1965 podjął pracę w zakładzie przerobu drewna w Barlinku, a w latach 1966–1970 był dyrektorem zakładu w Piszu. Od 1970 do 1975 pracował w branży płyt wiórowych w Rzepedzi, a w 1975 został dyrektorem w Barlinieckim Przedsiębiorstwie Przemysłu Drzewnego, którym był do momentu przejścia na emeryturę w 1989.
W 1952 wstąpił do Stowarzyszenia Inżynierów i Techników Leśnictwa i Drzewnictwa, przez wiele lat przewodniczył jego oddziałowi w Gorzowie Wielkopolskim. Był także członkiem Polskiego Towarzystwa Leśnego i Polskiego Towarzystwa Ekologicznego. Autor przeszło 40 artykułów i publikacji w czasopismach, m.in. w „Przemyśle Drzewnym” i „Sylwanie”, ponadto współautor podręczników: Techminimum tartacznika, Mechaniczna technologia drewna dla techników przemysłu leśnego i Higrotermiczna obróbka drewna.

### Działalność polityczna
29 grudnia 1953 został członkiem Polskiej Zjednoczonej Partii Robotniczej. Ukończył Wieczorowy Uniwersytet Marksizmu-Leninizmu. Członek plenum Komitetu Powiatowego PZPR (1958–1974; do 1972 w Sanoku, następnie w Lesku) oraz egzekutywy Bieszczadzkiego Powiatowego Komitetu PZPR w Lesku od 1972 do 1975. Od 1977 zasiadał także w egzekutywie Komitetu Miejsko-Gminnego w Barlinku. Członek Miejsko-Gminnej Komisji Kontroli Partyjnej w Barlinku i członek Wojewódzkiego Społecznego Sztabu Ochotniczej Rezerwy Milicji Obywatelskiej w Gorzowie. Był radnym Leska, Barlinka i powiatu myśliborskiego. W latach 1985–1989 pełnił mandat posła na Sejm PRL IX kadencji w okręgu Gorzów Wielkopolski. Zasiadał w Komisji Planu Gospodarczego, Budżetu i Finansów oraz w Komisji Przemysłu.

## Odznaczenia
- Krzyż Oficerski Orderu Odrodzenia Polski
- Krzyż Kawalerski Orderu Odrodzenia Polski
- Złoty Krzyż Zasługi
- Srebrny Krzyż Zasługi
- Medal 10-lecia Polski Ludowej (1955)[2]
- Medal 30-lecia Polski Ludowej
- Medal 40-lecia Polski Ludowej
- Medal „Za zasługi dla obronności kraju”
- Medal „Za udział w walkach w obronie władzy ludowej”
- Złota i srebrna odznaka honorowa SITLiD
- Odznaka honorowa NOT
- Złota Odznaka PTL